# Dusun Baru (Ilir Talo)
Dusun Baru is een bestuurslaag in het regentschap Seluma van de provincie Bengkulu, Indonesië. Dusun Baru telt 1352 inwoners (volkstelling 2010).